# Tetrameringia aethiopica
Tetrameringia aethiopica är en tvåvingeart som beskrevs av Elisabeth K. Stuckenberg 1973. Tetrameringia aethiopica ingår i släktet Tetrameringia och familjen träflugor. Inga underarter finns listade i Catalogue of Life.